# شعري سديمي
شعري سديمي (Lethrinus nebulosus) هو نوع من أسماك الإمبراطور. تشمل الأسماء الشائعة الإمبراطور المتلألئ، وسمك النهاش الأخضر، ومورونغ، وسمك النهاش من الشمال الغربي، وريشة الرمل، وسمك النهاش الرملي.

## التواجد
تعيش هذه الأسماك في مياه شرق إفريقيا إلى الأجزاء الجنوبية من اليابان. كما أنها تعيش في المياه الساحلية الأسترالية، وقد تم تسجيلها في البحر الأحمر والخليج العربي وكاليدونيا الجديدة، حيث أنها واحدة من الأسماك التجارية الرئيسية.

## في الدول العربية
سمك الشعور أو الشعري هو نوع من أنواع السمك المشهور في العالم وبخاصّة الخليج العربي، لذلك فإن الكثير من الأشخاص يعتمدون في اقتصادهم على صيد هذا النوع من السمك، ويتحلى سمك الشعور بلونٍ فضيّ ذي لمعة خفيفة زرقاء، ويتميّز فمه ببروزه إلى الخارج، ويتأقلم على العيش في جميع الظروف البيئية حتى القاسية منها، يتكاثر في فصلي الربيع والصيف.

### الأنواع
لسمك الشعور عدة أنواع، النوع الأول هو الشعور العربي وهو أفضل أنواعه على الإطلاق يتميز بلحمه الطري، والثاني سمك الباخشين ذو الخط الأحمر على فمه وأيضاً يكون لحمه طرياً، والنوع الثالث ويسمى الشحدود، والرابع المسمى شعور يماه وهو الأقل طلباً نظراً للحمه القاسي، أمّا النوع الأخير فهو الشعور السولي فسكر ويتميز بلونه الأصفر والأسود حول عنقه ولكن لحمه يكون قاسياً
أيضاً، ولجمال ألوان الشعري السولي فسكر فإنّها تشبه سمك الزينة، حيث ينتشر على جسمها ورأسها بقع بعدّة ألوان مثل الأصفر والأزرق والأبيض والفضي، ويعتبر أقصى طول لسمك الشعور هو 87 سنتيمتراً.

### أماكن العيش
يتواجد سمك الشعور بشكل كبير قرب المرجان والمناطق الصخرية، بالإضافة إلى القيعان العشبية، وتتغذى على الأعشاب البحرية والرخويات والديدان البحرية
أيضاً، أمّا أكثر المواسم تواجداً لسمك الشعور هو بين شهري فبراير وإبريل، ويعتبر سمك الشعور من أنوع الأسماك اللاحمة والنباتيّة، من أهمّ مميزاته أنّه يحافظ على جودته في المجمّد لفترة طويلة دون أن يفسد.

### طريقة صيد سمك الشعور
تعتبر هواية صيد الأسماك من أكثر الهوايات المنتشرة في الخليج العربي، حيث يمارس العديد من أهل الخليج هواية اصطياد الأسماك وبكثرة، وممّا يساعدهم على ذلك هو تواجد أنواع مختلفة وكثيرة من الأسماك هناك، كما أنّ صيد الأسماك له قيمة اقتصادية وأهمية كبيرة في دول الخليج العربي.
تجدر الإشارة إلى أنّ أول من عرف الصيد بالصنارة الخشبية التقليديّة، هم الصينيون القدماء، وهي تعتبر الوسيلة الأولى لاصطياد جميع أنواع الأسماك، بعدها قام الإنجليز بتطوير عملية الصيد عن طريق إنشاء أندية خاصة بالصيد، وفي عام 1939 قامت الولايات المتّحدة الأمريكية بإنشاء أول اتحاد على مستوى العالم لصيد الأسماك، وكان الهدف منه الحفاظ على الأسماك وتسجيل أرقام المحترفين في الصيد، ولصيد سمك الشعور عدّة طرق هي:
القراقير: بحيث يقوم الصيادون بوضع طعم العومة وهي عبارة عن أسماك مجفّفة صغيرة الحجم.
الحداق: وهي طريقة أخرى لصيد سمك الشعور، وتكون عن طريق استخدام إمّا الحبارأو الروبيان.
الطعم الاصطناعي: يشبه الطعم الاصطناعي والذي يكون مكوّناً إمّا من الشعر، أو من النحاس، أو الفولاذ، أو الحديد، وبذلك فهو يعتبر نوعاً من أنواع خداع الأسماك والتي تجعلها تظن بأنّه طُعم حقيقي، ممّا يجعل اصطياد الأسماك أمراً في غاية السهولة.
نوميا